# Hierobotana inflata
Hierobotana inflata là một loài thực vật có hoa trong họ Cỏ roi ngựa. Loài này được (Kunth) Briq. mô tả khoa học đầu tiên năm 1894.